# Rhynchozoon delicatulum
Rhynchozoon delicatulum är en mossdjursart som först beskrevs av William MacGillivray 1890.  Rhynchozoon delicatulum ingår i släktet Rhynchozoon och familjen Phidoloporidae. Inga underarter finns listade i Catalogue of Life.